# Lars Jacobsson (fotbollstränare)
Lars Erik Jacobsson, född 10 december 1960 i Jönköping, är en svensk fotbollstränare. Han är assisterande tränare i Halmstads BK. Han är uppvuxen i Markaryd och har tränat lag som Ängelholms FF, Halmstads BK, Östers IF och Mjällby AIF. 
Han var senast huvudtränare i Mjällby AIF, efter att ha varit huvudtränare i Markaryds IF i ett år.
Före tränarsysslan på elitnivå har han arbetat som idrottslärare efter avslutade studier vid GIH i Örebro och tränat fotbollsjuniorer på skolor. Efter att tidigare tränat bland annat Markaryds IF, Råstorp IF, Älmhults IF, IS Halmia och Ängelholms FF blev Jacobsson 2004 assisterande tränare till Janne Andersson i allsvenska Halmstads BK. Han lämnade efter en säsong, under vilken HBK slutate tvåa i Allsvenskan, för att bli huvudtränare Östers IF. Genom en andraplats i Superettan förde han laget till allsvenskt spel 2006. Sejouren blev dock ettårig och Jacobsson fick efter degraderingen lämna klubben. Via LB07 återvände han till Halmstads BK 2009 som assisterande tränare. Året därpå fick han ta över som huvudtränare. Efter att HBK slutat 12:a i tabellen 2010 ersattes han av Josep Clotet Ruiz.